# خشارة

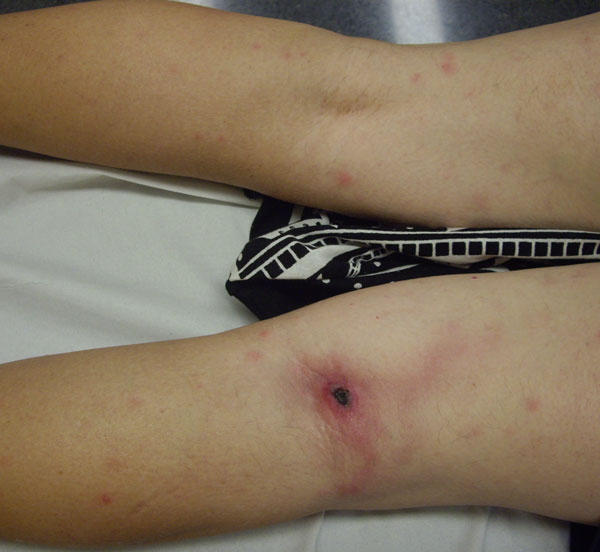
.خشارة سوداء على ساق مصاب بالكساح

الخُشارة هي جلد خارجي ميت أو مجموعة من الأنسجة الميتة الناتجة عن التنخر أو الأضرارالأخرى التي قد يتعرض لها الجلد كالحروق و الأكال (غَنْغَرينَة) و القروح و العدوى الفطرية و الجروح الناتجة عن عضات العناكب المسمومة إضافة إلى التعرض إلى فيروس الجمرة الخبيثة الجلدي. تجدر الإشارة أنه لا يجب الخلط بين الخشارة والجلبة حيث أن الأولى أنسجة متنخرة بينما الأخيرة هي قشرة مكونة من دم جاف و إفرازات.
عادة ما ترتبط الخشارة السوداء بمرض الجمرة الخبيثة التي يمكن أن يصاب بها الشخص من جراء تعرضها إلى الحيوانات المصابة و لكن يمكن أيضا أن تسببها الباستوريلة القتالة التي قد تنتقل من القطط و الأرانب إلى الإنسان. مؤخرا تم اكتشاف عدوى كساحية تسببها داء الريكتسييات الباركرية والتي تختلف عن حمى جبال الروكي المبقعة بوجود خشارة في مكان التلقيح. أحيانا تسمى الخشارة بالجرح الأسود لأنها تكون مغطاة بطبقة سميكة سوداء من النسيج المتنخر.

## وصلات داخلية
- طب
- مرض